# Conrad Loddiges
Conrad Loddiges  ( Hildesheim, perto de Hanover, 1738 – Hackney, Londres, 13 de março de 1826 ) foi um horticultor e botânico britânico de origem alemã.
Foi para a Grã-Bretanha em 1761 como jardineiro de Sir John B. Silvester, em Hackney.
Em 1771, compra uma estufa de plantas de John Busch (1730-1838), empresa que depois transmite para seus filhos William Loddiges (1776-1849) e George Loddiges (1784-1846).
Introduziu espécies de plantas coletadas por  François A. Michaux (1770-1855) e John Bartram (1699-1777).

## Homenagens
John Sims (1749-1831)  lhe dedicou em 1808 o gênero  Loddigesia   da família das leguminosas.

## Fonte
- Ray Desmond (1994). Dictionary of British and Irish Botanists and Horticulturists includins Plant Collectors, Flower Painters and Garden Designers. Taylor & Francis E Museu de História Natural (Londres).